# 38 Leda
38 Leda è un grande e scuro asteroide della fascia principale.
Fu scoperto da Jean Chacornac il 12 gennaio 1856 all'Osservatorio di Parigi (Francia) e battezzato così in onore di  Leda, nella mitologia greca amante di Zeus e madre di Elena di Troia.
Leda è anche il nome di un satellite di Giove.